# Комана (комуна, Джурджу)
Комана (рум. Comana) — комуна у повіті Джурджу в Румунії. До складу комуни входять такі села (дані про населення за 2002 рік):
- Будень (909 осіб)
- Влад-Цепеш (1949 осіб)
- Гредіштя (1647 осіб)
- Комана (2223 особи)
- Фалаштоака (1104 особи)

Комуна розташована на відстані 29 км на південь від Бухареста, 33 км на північний схід від Джурджу.

## Населення
За даними перепису населення 2002 року у комуні проживали 7832 особи.
Національний склад населення комуни:
| Національність | Кількість осіб | Відсоток |
| -------------- | -------------- | -------- |
| румуни         | 7230           | 92,3%    |
| цигани         | 589            | 7,5%     |
| турки          | 6              | 0,1%     |
| вірмени        | 4              | 0,1%     |
| угорці         | 1              | < 0,1%   |
| українці       | 1              | < 0,1%   |
| євреї          | 1              | < 0,1%   |

Рідною мовою назвали:
| Мова       | Кількість осіб | Відсоток |
| ---------- | -------------- | -------- |
| румунська  | 7809           | 99,7%    |
| циганська  | 14             | 0,2%     |
| турецька   | 6              | 0,1%     |
| українська | 1              | < 0,1%   |
| німецька   | 1              | < 0,1%   |
| вірменська | 1              | < 0,1%   |

Склад населення комуни за віросповіданням:
| Релігія            | Кількість осіб | Відсоток |
| ------------------ | -------------- | -------- |
| православні        | 7786           | 99,4%    |
| бретрени           | 10             | 0,1%     |
| римо-католики      | 6              | 0,1%     |
| адвентисти         | 6              | 0,1%     |
| п'ятдесятники      | 5              | 0,1%     |
| мусульмани         | 5              | 0,1%     |
| реформати          | 3              | < 0,1%   |
| греко-католики     | 2              | < 0,1%   |
| унітарії           | 1              | < 0,1%   |
| старообрядці       | 1              | < 0,1%   |
| лютерани           | 1              | < 0,1%   |
| не вказали релігію | 1              | < 0,1%   |

## Зовнішні посилання
- Дані про комуну Комана на сайті Ghidul Primăriilor [Архівовано 21 Жовтня 2012 у Wayback Machine.]